# Cardiophorus amplicollis
Cardiophorus amplicollis is een keversoort uit de familie kniptorren (Elateridae). De wetenschappelijke naam van de soort is voor het eerst geldig gepubliceerd in 1859 door Motschulsky.